# アメリカ州兵総局長

統合参謀本部徽章

アメリカ州兵総局長 （アメリカしゅうへいそうきょくちょう、英語: Chief of the National Guard Bureau（CNGB））は、国防総省における軍人（制服組）の地位であり、州兵総局及び州兵における最高位の士官である。この地位は、連邦政府に置かれる法定の役職であり、少なくとも10年間、陸軍州兵もしくは空軍州兵における従軍経験を要必要とする。統合参謀本部のメンバーであり、アメリカ国家安全保障会議、国土安全保障理事会、国防長官、大統領に対する州兵事項の軍事顧問でもある。
州兵総局長は少将以上の階級にある州兵士官のうち国防長官と統合参謀本部議長により決定された条件を満たす者から大統領が任命する。その任命に際し、大統領は、各州知事や陸軍長官、空軍長官、州兵総監などから助言と勧告を受ける。また、上院の承認が必要な役職である。
中将又は少将の地位にある州兵士官が任命された時は、法令により現役士官たる大将に昇進する。

## 歴史
アメリカ陸軍は、1908年に1903年民兵法の政策実施の一環として州兵の訓練や準備を監督する民兵局を設置し、局長にエラスムス・M・ウィーバー・ジュニア陸軍大佐(1908年-1911年)を任命した。その後、1920年国防法により民兵局長の地位を州兵士官に限ることとなった。1921年から1925年まで民兵局長に就任したペンシルバニア州兵のジョージ・C・リッカーズ陸軍少将は、この規定の適用を受けた最初の民兵局長となった。
1947年9月に空軍州兵が設置されると、州兵総局と州兵総局長となり、これに従属する役職として陸軍州兵局長と空軍州兵局長が置かれた。1953年に空軍州兵局長の地位にあったアール・Ｔ・リックス空軍少将が、空軍州兵として初めて州兵総局長代行の地位に就いた。1970年代には、州兵総局長は少将から中将の指定職となった。ラ・バーン・E・ウェーバー陸軍中将は、初めて中将として州兵総局長となった。
2008年国防権限法により州兵総局長は大将の指定職となり、クレイグ・R・マッキンリー空軍大将が初めて大将として州兵総局長となった。2011年12月13日、バラク・オバマ大統領が2012年国防権限法に署名した。これにより州兵総局長は統合参謀本部のメンバーとなった。当初、統合参謀本部は州兵総局長の追加に反対していたが、バラク・オバマ大統領は2008年の大統領選挙の公約としていた。

## 州兵総局長の旗

州兵総局長の旗
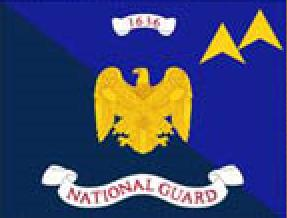
旧 (1998–2008)
現 (2008–現行)

当初の州兵総局長の旗は1998年から2008年まで使用されていた。下部の濃い青は陸軍州兵を、上部の水色は空軍州兵を表している。中央の紋章は州兵総局の紋章であり、上部に描かれた2つの三角形は飛行機を表し、空軍州兵を意味している。
2008年に州兵総局長が大将の指定職になると現行のものに変更され、大将の階級を意味する4つ星が描かれている。

## 歴代の州兵総局長

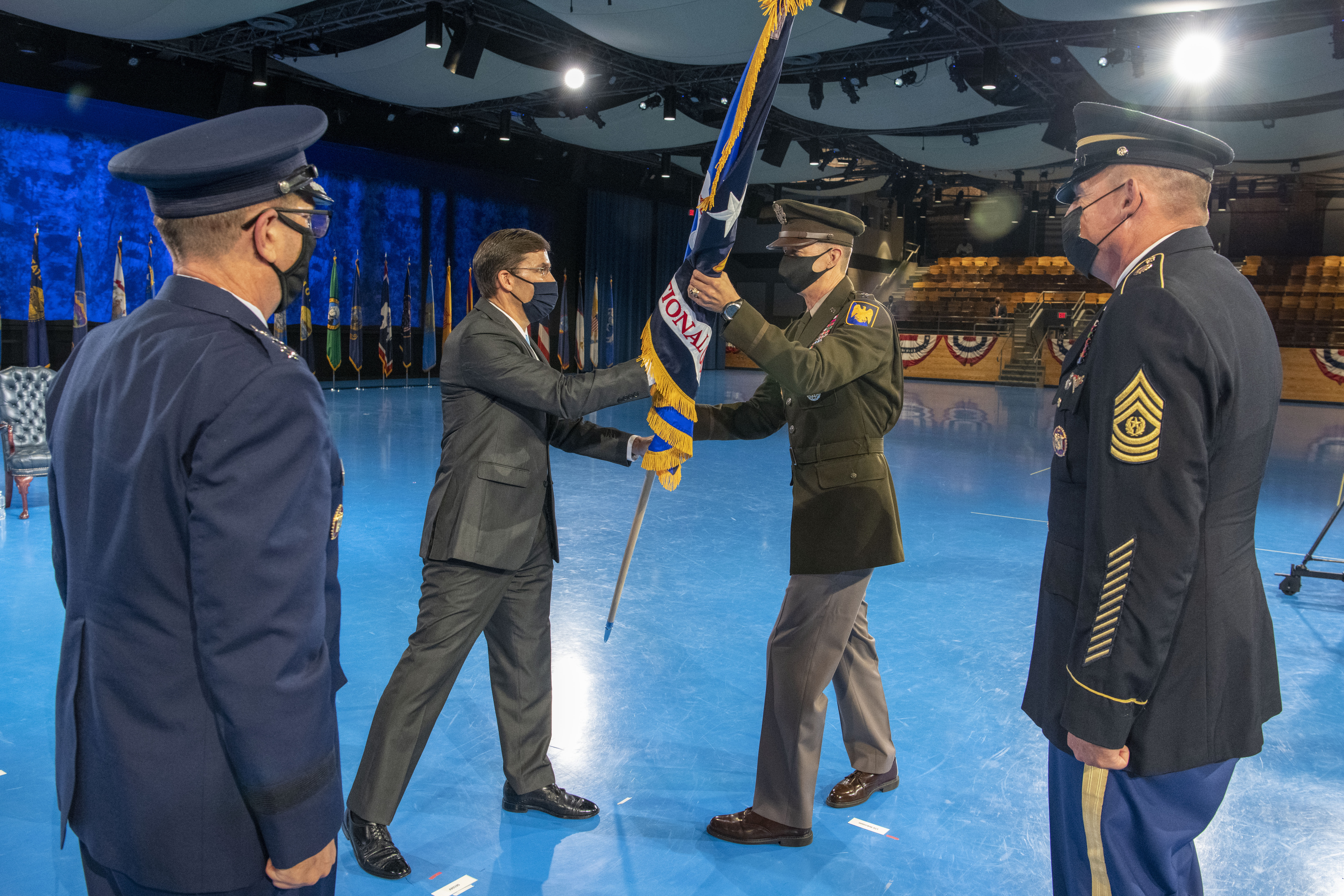
就任式でマーク・エスパー国防長官から州兵総局長旗を受け取るダニエル・ホカンソン大将(2020年8月3日)

| No.  | 州兵総局長                                              | 州兵総局長                                                                | 期間           | 期間           | 期間       | 所属         |
| No.  | 写真                                                    | 氏名                                                                      | 就任日         | 退任日         | 日数       | 所属         |
| ---- | ------------------------------------------------------- | ------------------------------------------------------------------------- | -------------- | -------------- | ---------- | ------------ |
| 1    | エラスムス・ウィーバー・ジュニア(Erasmus M. Weaver Jr.) | 大佐 エラスムス・ウィーバー・ジュニア (Erasmus M. Weaver Jr.) (1854–1920) | 1908年2月14日  | 1911年3月14日  | 3年, 28日  | アメリカ陸軍 |
| 2    | ロバート・エバンス(Robert K. Evans)                     | 准将 ロバート・エバンス (Robert K. Evans) (1852–1926)                     | 1911年3月15日  | 1912年8月31日  | 1年, 169日 | アメリカ陸軍 |
| 3    | アルバート・ミルズ(Albert L. Mills)                     | 少将 アルバート・ミルズ (Albert L. Mills) (1854–1916)                     | 1912年9月1日   | 1916年9月18日  | 4年, 17日  | アメリカ陸軍 |
| 代行 | ジョージ・マカイバー(George W. McIver)                  | 大佐 ジョージ・マカイバー (George W. McIver) (1858–1947)                  | 1916年9月18日  | 1916年10月6日  | 38日       | アメリカ陸軍 |
| 4    | ウィリアム・マン(William A. Mann)                       | 少将 ウィリアム・マン (William A. Mann) (1854–1934)                       | 1916年10月26日 | 1917年11月26日 | 1年, 31日  | アメリカ陸軍 |
| 5    | ジェシー・カーター(Jesse McI. Carter)                   | 少将 ジェシー・カーター (Jesse McI. Carter) (1863–1930)                   | 1917年11月26日 | 1918年8月15日  | 262日      | アメリカ陸軍 |
| 代行 | ジョン・ヒービー(John W. Heavey)                        | 准将 ジョン・ヒービー (John W. Heavey) (1867–1941)                        | 1918年8月15日  | 1919年2月5日   | 174日      | アメリカ陸軍 |
| 5    | ジェシー・カーター(Jesse McI. Carter)                   | 少将 ジェシー・カーター (Jesse McI. Carter) (1863–1930)                   | 1919年2月15日  | 1921年6月28日  | 2年, 143日 | アメリカ陸軍 |
| 6    | ジョージ・リッカーズ(George C. Rickards)                | 少将 ジョージ・リッカーズ (George C. Rickards) (1860–1933)                | 1921年6月29日  | 1925年6月28日  | 3年, 364日 | アメリカ陸軍 |
| 7    | クリード・ハモンド(Creed C. Hammond)                    | 少将 クリード・ハモンド (Creed C. Hammond) (1874–1940)                    | 1925年6月29日  | 1929年6月28日  | 3年, 364日 | アメリカ陸軍 |
| 代行 | アーネスト・R・レドモンド(Ernest R. Redmond)            | 大佐 アーネスト・R・レドモンド (Ernest R. Redmond) (1883–1966)            | 1929年6月29日  | 1929年9月30日  | 93日       | アメリカ陸軍 |
| 8    | ウィリアム・エバーソン(William G. Everson)              | 少将 ウィリアム・エバーソン (William G. Everson) (1879–1954)              | 1929年10月1日  | 1931年11月30日 | 2年, 60日  | アメリカ陸軍 |
| 9    | ジョージ・リーチ(George E. Leach)                       | 少将 ジョージ・リーチ (George E. Leach) (1876–1955)                       | 1931年12月1日  | 1935年11月30日 | 3年, 364日 | アメリカ陸軍 |
| 代行 | ヘロルド・ワイラー(Herold J. Weiler)                    | 大佐 ヘロルド・ワイラー (Herold J. Weiler) (1886–1945)                    | 1935年12月1日  | 1936年1月16日  | 46日       | アメリカ陸軍 |
| 代行 | ジョン・ウィリアムズ(John F. Williams)                  | 大佐 ジョン・ウィリアムズ (John F. Williams) (1887–1953)                  | 1936年1月17日  | 1936年1月30日  | 13日       | アメリカ陸軍 |
| 10   | アルバート・ブランディング(Albert H. Blanding)          | 少将 アルバート・ブランディング (Albert H. Blanding) (1876–1970)          | 1936年1月30日  | 1940年1月30日  | 4年, 0日   | アメリカ陸軍 |
| 11   | ジョン・ウィリアムズ(John F. Williams)                  | 少将 ジョン・ウィリアムズ (John F. Williams) (1887–1953)                  | 1940年1月31日  | 1944年1月31日  | 4年, 0日   | アメリカ陸軍 |
| 代行 | ジョン・ウィリアムズ(John F. Williams)                  | 少将 ジョン・ウィリアムズ (John F. Williams) (1887–1953)                  | 1944年1月31日  | 1946年1月31日  | 2年, 0日   | アメリカ陸軍 |
| 12   | バトラー・ミルトンバーガー(Butler B. Miltonberger)      | 少将 バトラー・ミルトンバーガー (Butler B. Miltonberger) (1897–1977)      | 1946年2月1日   | 1947年9月29日  | 1年, 240日 | アメリカ陸軍 |
| 13   | ケネス・クレイマー(Kenneth F. Cramer)                   | 少将 ケネス・クレイマー (Kenneth F. Cramer) (1894–1954)                   | 1947年9月30日  | 1950年9月4日   | 2年, 339日 | アメリカ陸軍 |
| 代行 | レイモンド・フレミング(Raymond H. Fleming)              | 少将 レイモンド・フレミング (Raymond H. Fleming) (1889–1974)              | 1950年9月5日   | 1951年8月13日  | 342日      | アメリカ陸軍 |
| 14   | レイモンド・フレミング(Raymond H. Fleming)              | 少将 レイモンド・フレミング (Raymond H. Fleming) (1889–1974)              | 1951年8月14日  | 1953年2月15日  | 1年, 185日 | アメリカ陸軍 |
| 代行 | アール・リックス(Earl T. Ricks)                         | 少将 アール・リックス (Earl T. Ricks) (1908–1954)                         | 1953年2月16日  | 1953年6月21日  | 125日      | アメリカ空軍 |
| 15   | エドガー・エリクソン(Edgar C. Erickson)                 | 少将 エドガー・エリクソン (Edgar C. Erickson) (1896–1989)                 | 1953年6月23日  | 1959年5月31日  | 5年, 342日 | アメリカ陸軍 |
| 代行 | ウィンストン・ウィルソン(Winston P. Wilson)             | 少将 ウィンストン・ウィルソン (Winston P. Wilson) (1911–1996)             | 1959年6月1日   | 1959年7月19日  | 48日       | アメリカ空軍 |
| 16   | ドナルド・マックゴワン(Donald W. McGowan)               | 少将 ドナルド・マックゴワン (Donald W. McGowan) (1899–1967)               | 1959年7月20日  | 1963年8月30日  | 4年, 41日  | アメリカ陸軍 |
| 17   | ウィンストン・ウィルソン(Winston P. Wilson)             | 少将 ウィンストン・ウィルソン (Winston P. Wilson) (1911–1996)             | 1963年8月31日  | 1971年8月31日  | 8年, 0日   | アメリカ空軍 |
| 18   | フランシス・グリーンリーフ(Francis S. Greenlief)        | 少将 フランシス・グリーンリーフ (Francis S. Greenlief) (1921–1999)        | 1971年9月1日   | 1974年6月23日  | 2年, 295日 | アメリカ陸軍 |
| 19   | ラ・バーン・ウェーバー(La Vern E. Weber)                | 中将 ラ・バーン・ウェーバー (La Vern E. Weber) (1923–1999)                | 1974年8月16日  | 1982年8月15日  | 7年, 364日 | アメリカ陸軍 |
| 20   | エメット・ウォーカー・ジュニア(Emmett H. Walker Jr.)    | 中将 エメット・ウォーカー・ジュニア (Emmett H. Walker Jr.) (1924–2007)    | 1982年8月16日  | 1986年8月15日  | 3年, 364日 | アメリカ陸軍 |
| 21   | ハーバート・テンプル・ジュニア(Herbert R. Temple Jr.)   | 中将 ハーバート・テンプル・ジュニア (Herbert R. Temple Jr.) (1928-)       | 1986年8月16日  | 1990年1月31日  | 3年, 168日 | アメリカ陸軍 |
| 22   | ジョン・コナウェイ(John B. Conaway)                     | 中将 ジョン・コナウェイ (John B. Conaway) (1934-)                         | 1990年2月1日   | 1993年12月1日  | 3年, 303日 | アメリカ空軍 |
| 代行 | フィリップ・キリー(Philip G. Killey)                    | 少将 フィリップ・キリー (Philip G. Killey) (1941-)                        | 1993年12月2日  | 1994年1月1日   | 30日       | アメリカ空軍 |
| 代行 | レイモンド・リース(Raymond F. Rees)                     | 少将 レイモンド・リース (Raymond F. Rees) (1944-)                         | 1994年1月2日   | 1994年7月31日  | 210日      | アメリカ陸軍 |
| 代行 | ジョン・ダラウホ・ジュニア(John R. D'Araujo Jr.)        | 少将 ジョン・ダラウホ・ジュニア (John R. D'Araujo Jr.) (1943-)            | 1994年8月1日   | 1994年9月30日  | 60日       | アメリカ陸軍 |
| 23   | エドワード・バカ(Edward D. Baca)                        | 中将 エドワード・バカ (Edward D. Baca) (1938–2020)                        | 1994年10月1日  | 1998年7月31日  | 3年, 303日 | アメリカ陸軍 |
| 24   | ラッセル・デイビス(Russell C. Davis (general)           | 中将 ラッセル・デイビス (Russell C. Davis (general) (1938-)               | 1998年8月4日   | 2002年8月3日   | 3年, 364日 | アメリカ空軍 |
| 代行 | レイモンド・リース(Raymond F. Rees)                     | 少将 レイモンド・リース (Raymond F. Rees) (1944-)                         | 2002年8月4日   | 2003年4月10日  | 249日      | アメリカ陸軍 |
| 25   | スティーブン・ブラム(H Steven Blum)                     | 中将 スティーブン・ブラム (H Steven Blum) (1946-)                         | 2003年4月11日  | 2008年11月17日 | 5年, 220日 | アメリカ陸軍 |
| 26   | クレイグ・マッキンリー(Craig R. McKinley)               | 大将 クレイグ・マッキンリー (Craig R. McKinley) (1952-)                   | 2008年11月17日 | 2012年9月6日   | 3年, 294日 | アメリカ空軍 |
| 27   | フランク・グラス(Frank J. Grass)                        | 大将 フランク・グラス (Frank J. Grass) (1951-)                            | 2012年9月2日   | 2016年8月3日   | 3年, 331日 | アメリカ陸軍 |
| 28   | ジョセフ・レンゲル(Joseph L. Lengyel)                   | 大将 ジョセフ・レンゲル (Joseph L. Lengyel) (1959-)                       | 2016年8月3日   | 2020年8月3日   | 4年, 0日   | アメリカ空軍 |
| 29   | ダニエル・ホカンソン(Daniel R. Hokanson)                | 大将 ダニエル・ホカンソン (Daniel R. Hokanson) (1963-)                    | 2020年8月3日   | 2024年8月2日   | 3年, 365日 | アメリカ陸軍 |
| 代行 | ジョナサン・スタッブス(Jonathan M. Stubbs)              | 中将 ジョナサン・スタッブス (Jonathan M. Stubbs) (1972-)                  | 2024年8月5日   | 2024年10月2日  | 58日       | アメリカ陸軍 |
| 30   | スティーブン・ノードハウス(Steven Scott Nordhaus)       | 大将 スティーブン・ノードハウス (Steven Scott Nordhaus) (1966-)           | 2024年10月2日  | 現職           | 164日      | アメリカ空軍 |